# Paraburdoo

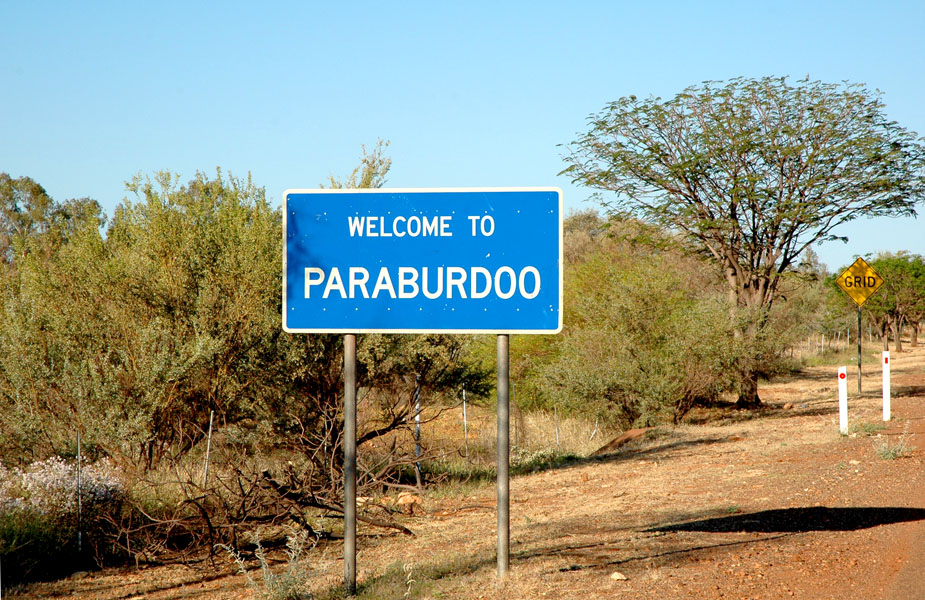
Cartel de bienvenida de la ciudad.

Paraburdoo es una ciudad en la región de Pilbara, en Australia Occidental. El nombre de la ciudad proviene de la palabra usada por los aborígenes para la cacatúa blanca. Situada a 391 m s. n. m., se encuentra a 1.536 kilómetros al norte de Perth y 79 kilómetros al suroeste de Tom Price.
Paraburdoo se desarrolló en la década de 1970 para apoyar la Hamersley Iron (actualmente Pilbara Iron) lugar de operaciones de extracción de mineral de hierro, y es considerada oficialmente como ciudad desde 1972. La mayoría de los residentes de la ciudad son empleados de Pilbara para la explotación minera del hierro y los servicios de apoyo. La región es atendida por el aeropuerto de Paraburdoo que está situado a 8 km de la ciudad.